# Burg Ravensberg
Die Burg Ravensberg ist eine in Teilen erhaltene Höhenburganlage im nordöstlichen Nordrhein-Westfalen und der Namensgeber der Grafschaft Ravensberg; über diese ist sie damit indirekt auch der Namensgeber der Kulturlandschaft Ravensberger Land sowie der naturräumlichen Haupteinheit Ravensberger Hügelland. Die Burg liegt auf einer 269 m ü. NN hohen Anhöhe etwa 2,5 km südlich von Borgholzhausen (Kreis Gütersloh) im Teutoburger Wald. Naturräumlich betrachtet liegt sie in der naturräumlichen Untereinheit Haller Osning, welche in der Teileinheit Osning-Kamm liegt, der wiederum zur Haupteinheit Bielefelder Osning gehört; sie liegt somit nicht in dem indirekt nach ihr benannten Ravensberger Hügelland.

## Geschichte
Die Burg wurde um 1080 durch Hermann (II.) von Calvelage errichtet und war bis 1346 Stammsitz der Grafen von Ravensberg. Ihre erste urkundliche Erwähnung war im Jahre 1141. Die von einer Ringmauer und einem Trockengraben umgebene Burg teilte sich in Vor- und Hauptburg auf. Der Zugang erfolgte über ein Torhaus mit Zugbrücke und anschließendem Zwinger. In beiden Burgteilen befanden sich Wirtschaftsgebäude, in der Hauptburg zusätzlich der Palas, der Bergfried, der Burgbrunnen und die Burgkapelle Sankta Magdalena.
Der Burgfried weist einen tropfenförmigen Grundriss auf, d. h. die Angriffsseite ist zu einer scharfen Ecke zugespitzt, an der Wurfgeschosse abprallen sollten.
Nach dem Tod des letzten einheimischen Grafen von Ravensberg im Jahre 1346 kam die Burg als Erbe zum späteren Haus Jülich-Kleve-Berg und später zu den Hohenzollern. Im Dreißigjährigen Krieg wechselte die Burg mehrfach den Besitzer. Während dieser Zeit, im Jahr 1646, wurde der Bergfried erneuert. 1662 wurde die letzte Burgbesatzung abgezogen.
1673 griffen Truppen des Fürstbischofs von Münster Christoph Bernhard von Galen die Burg an und zerstörten sie weitgehend. 1695 wurde die dort untergebrachte Drostei aus den baufälligen Gebäuden der Burg verlegt. In der Folgezeit verfiel die Burg zusehends. Friedrich Wilhelm I. von Preußen ließ 1733 alle Gebäude abreißen, um aus den Steinen neue Häuser bauen zu lassen. Nur der Bergfried blieb bis heute stehen.
Um 1830 wurde der weitere Verfall der Burg nachhaltig gestoppt. Das Engagement des Oberpräsidenten der Provinz Westfalen Ludwig von Vincke führte nicht nur zum Erhalt der Burg, sondern auch zur Errichtung einer Aussichtsplattform auf dem Turm.
1868 wurde auf dem Burghof das Forsthaus durch einen Neubau nach den Plänen Schinkels errichtet, um die Attraktivität als Ausflugsziel zu erhöhen und so zur Erhaltung beizutragen, die 1886 fertiggestellte Bahnstrecke Brackwede–Osnabrück erhöhte die Attraktivität für den Tourismus noch einmal. Die Zeit des Zweiten Weltkrieges konnte die Burg recht unbeschadet überstehen, problematischer erwies sich jedoch das nachlassende Interesse des Landes Nordrhein-Westfalen, schließlich war die Anlage so verfallen, dass 2002 Teile der Burg aus Sicherheitsgründen gesperrt werden musste.
Für die Rettung und den Erhalt der Anlage wurde die Stiftung Burg Ravensberg gegründet, die die Anlage 2004 vom Land Nordrhein-Westfalen übernahm und im gleichen Jahr die ersten Sicherungs- und Sanierungsarbeiten in Angriff nahm. 2006 konnte mit der Sanierung des Bergfrieds begonnen werden. Zur selben Zeit führten Studenten der Universität Bamberg mehrwöchige archäologische Ausgrabungen in der Vorburg durch, bis 2011 war die komplette Bausubstanz vollständig saniert, insgesamt mussten mehr als 3 Mio. Euro für die Sanierung aufgewendet werden.
Auch der etwa 20 Meter hohe Bergfried kann wieder bestiegen werden und bietet einen sehr guten Rundumblick: Bei gutem Wetter sind sogar die Türme des Münsteraner Doms zu sehen.
Die Stiftung bietet Erlebnisunterricht für Schulklassen und andere pädagogische Programme an. Seit 2017 ist die Stiftung auch für die Bewirtschaftung der Wirtschaft im Forsthaus zuständig. Im Unterhaltungsbereich finden spielerisch-historische Veranstaltungen und Kulturangebote statt.

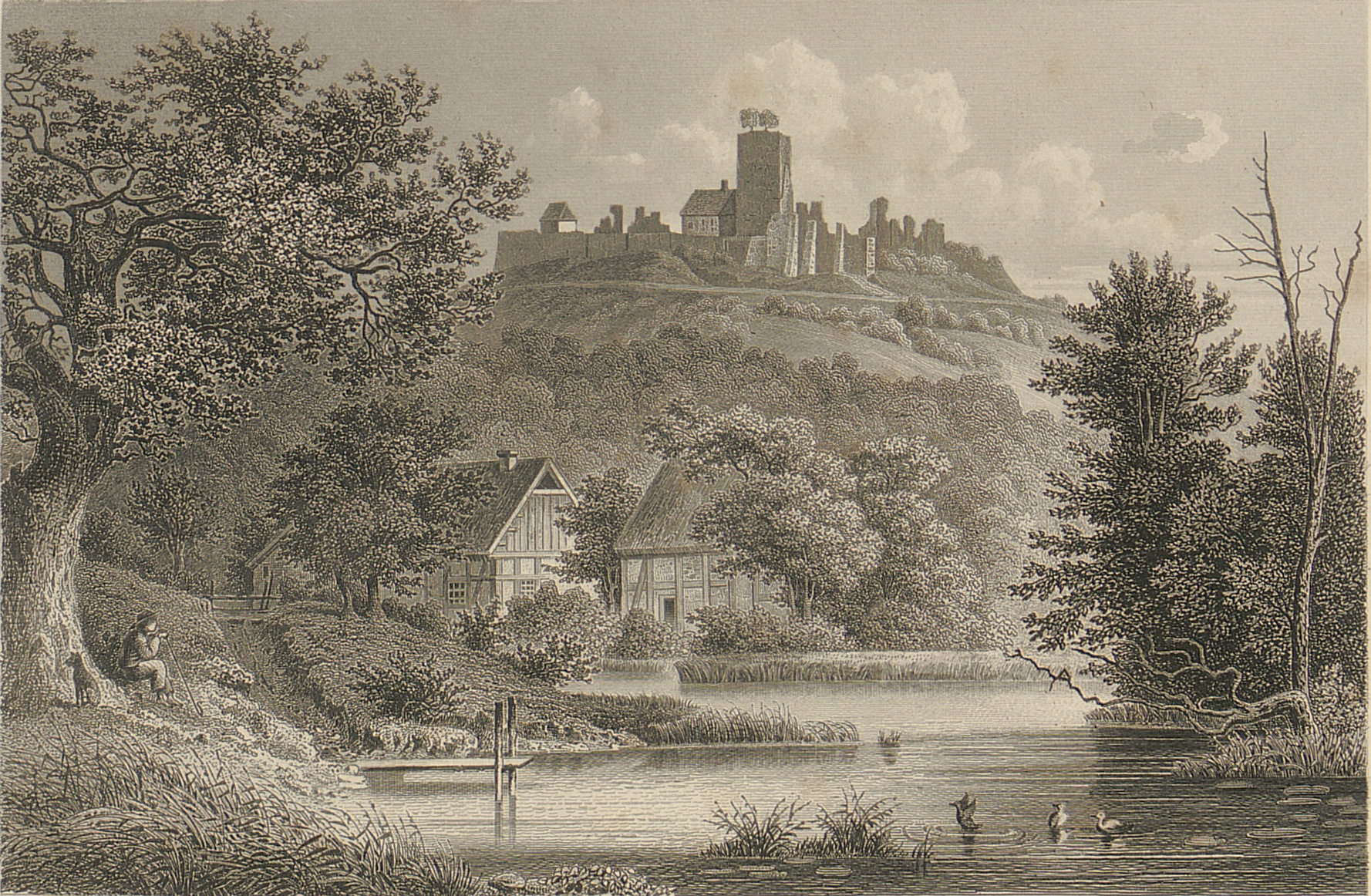
Ansicht um 1872
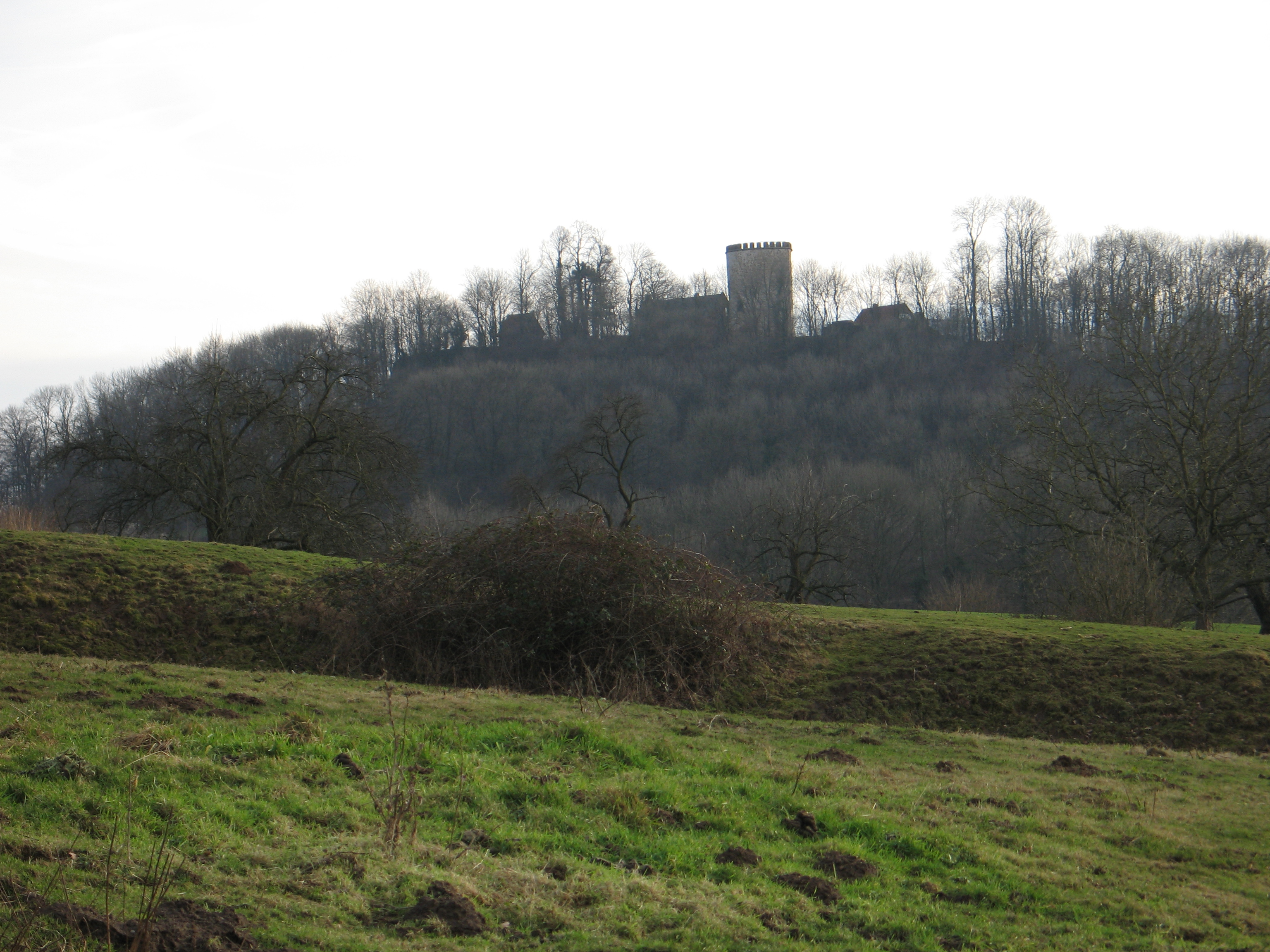
Burg Ravensberg im Winter aus Nordwesten
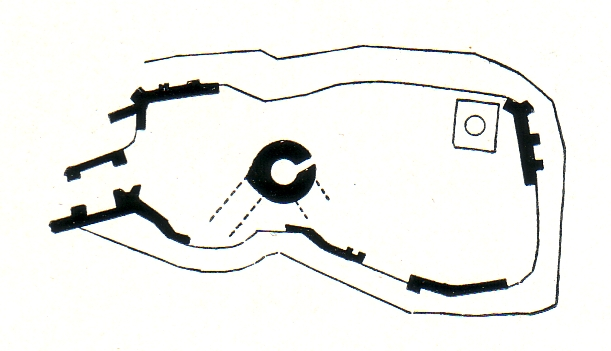
Grundriss 1909
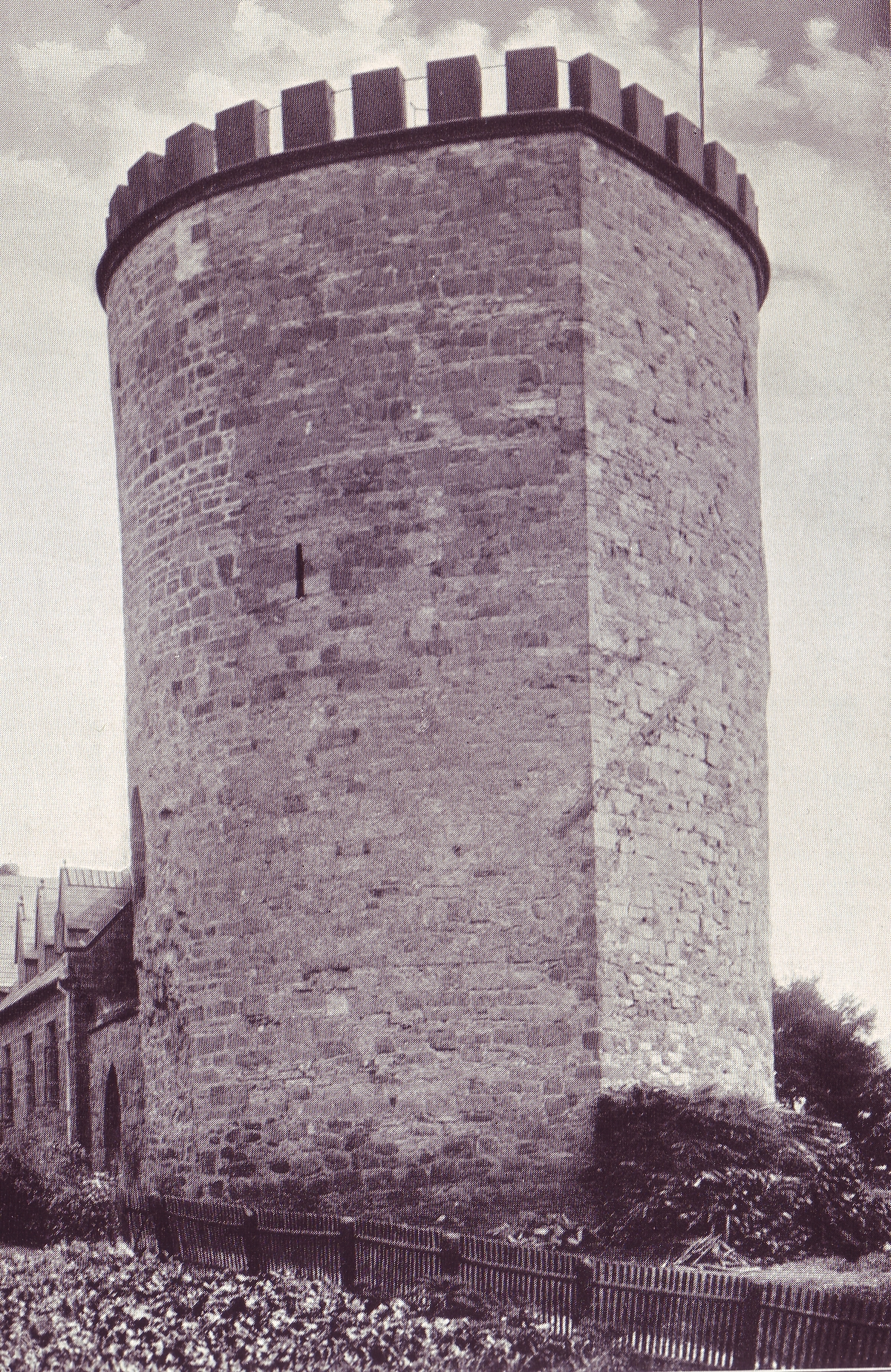
Bergfried 1897

## Wanderwege
An der Burg Ravensberg beginnt der Sachsenweg, ein 41 Kilometer langer Fernwanderweg, der zur Burg Limberg bei Preußisch Oldendorf im Kreis Minden-Lübbecke führt und durch die Mitglieder des Teutoburger-Wald-Vereins betreut wird. – Der Sachsenweg ist mit der Wegzeichen-Markierung  S  gekennzeichnet.